# Aeroportul Internațional Perugia San Francesco d'Assisi – Umbria
Aeroportul Internațional Perugia San Francesco d'Assisi – Umbria (IATA: PEG, ICAO: LIRZ) este un aeroport din Perugia, Provincia Perugia, Umbria, Italia ce deservește zona Perugia. Aeroportul a fost tranzitat în 2023 de 532.474 de pasageri. A fost numit după zona deservită.
Situat la o altitudine de 211 m, aeroportul dispune de 1 pistă.

## Infrastructură

### Piste
Aeroportul dispune de o singură pistă. Pista 01/19 are suprafața de asfalt și dimensiunile 2.199 m × 45 m. 